# FC Šiauliai
Denne side handler om klubben grundlagt i 2004. For klubben, der var kendt som FA Šiauliai, se FA Šiauliai.
Futbolo Klubas Šiauliai var en fodboldklub fra den litauiske by Šiauliai.

## Historie
Klubben blev stiftet i 2004 og gik konkurs i 2016.
2004 – 2014, FK Šiauliai
2015 – FC Šiauliai

## Klub farver
| FC ŠIAULIAI | FC ŠIAULIAI |

## Bane farver
| 2004–2008 | 2004–2008 | 2008-2015 | 2008-2015 |

## Historiske slutplaceringer
| Sæson | Niveau | Liga       | Placering | Kilder        |
| ----- | ------ | ---------- | --------- | ------------- |
| 2004  | 2.     | Pirma lyga | 1.        | [ 1 ] [ 2 ]   |
| 2005  | 1.     | A lyga     | 9.        | [ 3 ] [ 4 ]   |
| 2006  | 1.     | A lyga     | 8.        | [ 5 ] [ 6 ]   |
| 2007  | 1.     | A lyga     | 8.        | [ 7 ] [ 8 ]   |
| 2008  | 1.     | A lyga     | 7.        | [ 9 ] [ 10 ]  |
| 2009  | 1.     | A lyga     | 4.        | [ 11 ] [ 12 ] |
| 2010  | 1.     | A lyga     | 8.        | [ 13 ] [ 14 ] |
| 2011. | 1.     | A lyga     | 4.        | [ 15 ] [ 16 ] |
| 2012. | 1.     | A lyga     | 5.        | [ 17 ] [ 18 ] |
| 2013. | 1.     | A lyga     | 7.        | [ 19 ] [ 20 ] |
| 2014. | 1.     | A lyga     | 7.        | [ 21 ] [ 22 ] |
| 2015. | 1.     | A lyga     | 9.        | [ 23 ] [ 24 ] |
| 2016. | x      | x          | x         | Ophørt i 2016 |

## Trænere
- Vytautas Jančiauskas, 2004–2005
- Saulius Vertelis, 2006
- Darius Magdišauskas, 2006
- Rytis Tavoras, 2008
- Fabio Lopez, 2008
- Deivis Kančelskis, 2009
- Valdas Ivanauskas, 2010
- Saulius Širmelis, 2010–2011
- Deivis Kančelskis, 2011–2012
- Gediminas Jarmalavičius, 2012
- Tomas Kančelskis, 2013
- Audrius Paškevičius, 2013
- Gediminas Jarmalavičius 2014
- Tomas Ražanauskas 2015
- Deivis Kančelskis 2015